# Тайна дома номер пять
«Тайна дома номер пять» — драматический фильм с элементами ужасов режиссёра Кая Ганзена, премьера которого состоялась 1 декабря 1912 года. Одну из главных ролей в фильме сыграла Вера Пашенная. Картина считается одним из первых известных фильмов с мистическим уклоном, снятых на территории нынешней России.
Джон Мелтон в своей книге «Энциклопедия вампиров» так пишет о данной картине: «…Возможно, вообще первый фильм о вампире».

## Сюжет
Красивая и хитрая куртизанка Эльза легко влюбляет в себя молодого и богатого графа Дарского и ревниво оберегает его от влияния других женщин. Однако ветреный граф недолго верен Эльзе и вскоре начинает ухаживать за Мими. Покинутая женщина решает убить возлюбленного. В свой план она посвящает своего бывшего любовника и просит его помочь. За ужином Эльза подначивает Дарского, зная о его самолюбии, провести ночь в таинственном доме, где якобы оживает портрет женщины, на что получает твердое согласие. Простившись со своими друзьями, ни о чём не подозревающий Дарский остаётся один в доме и умирает. Эльза радуется, что её план приводится в исполнение.

## Съёмки

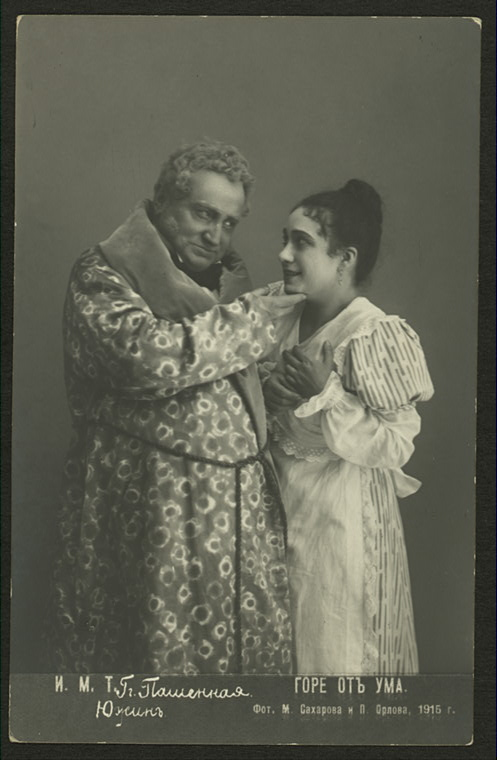
Вера Пашенная в роли Софьи и Александр Южин в роли Фамусова, Горе от ума, Малый театр, 1915

Длина плёнки с фильмом занимала 740 метров. Над фильмом работали сразу два оператора, Заслуженный деятель искусств РСФСР (1946) и лауреат Сталинской премии первой степени (1949) Александр Левицкий и французский кинооператор, работавший в России Жорж Мейер. Левицкий был выдающимся мастером по созданию настроения в фильме и всегда был склонён к экспериментам в операторской работе и в фильме «Тайна дома номер пять» применял различные манеры съёмок. По словам киноведа Паоло Керки-Узаи, «это была первая попытка внедрить в России эстетику „сенсационного“—термин, означающий протоэкспрессионистскую тенденцию, обычно с демоническими полутонами, которая обязана своим появлением низкотональному освещению в датском и шведском кино». В таком ключе снята сцена из второй части картины, где отверженная куртизанка Эльза зовёт Дарского провести ночь в доме с привидениями. Так же с точки зрения освещения, во многом новаторская сцена, когда граф Дарский, бывший любовник, заходит в комнату, зритель видит слабо освещённое пространство. Света хватает только на то, чтобы осветить две важные и задающие атмосферу скульптуры: химеру слева от окна и сфинкса в центре площадки. Сначала, чтобы пробраться в темноте, Дарский использует карманный фонарик, новый и интересный приём освещения для фильма того времени, но впоследствии зажигает свечи на туалетном столике и комната освещается. Позже когда раздаётся выстрел, можно отметить скрупулёзность, с которой Левицкий ставит свет, чтобы дым от выстрела и фигура Эльзы ярко выделялись на фоне темного задника. Это превосходный и очень ранний пример «рембрандтовского освещения». Низкотональное освещение делает атмосферу более таинственной и нагнетает саспенс.
До наших дней сохранилась неполная версия фильма, без нескольких минут концовки и без интертитров, 31 марта 2023 года фильм был опубликован на YouTube.

## Рецензии
Рецензент журнала о кино «Кине-журнал» пишет:
Таких преданий у нас сохранилось ещё очень много, и они всегда очень сильно действуют на нервы публики, так что настоящая картина безусловно будет пользоваться большим успехом, чему ещё более будет способствовать талантливая игра В. Н. Пашенной.
Историк и киновед Б. С. Лихачёв в своей книге "История кино в России" 1927 года выпуска, пишет о фильме:
Фильм интересен тем, что является первой попыткой создать салонный детектив с мистической подкладкой (вампиры, призраки и т. д.). Но даже участие Пашенной и Пясецкого, звезд того времени, не спасло фильм от провала.

## В ролях
| Актёр          | Роль             |
| -------------- | ---------------- |
| Вера Пашенная  | куртизанка Эльза |
| Михаил Доронин | любовник Эльзы   |
| Борис Пясецкий | граф Дарский     |